# 坎芬
坎芬（法語：Kanfen，法語發音：[kanfən]）是法国东北部摩泽尔省的一个市镇，位于该省西北部，属于蒂永维尔区。

## 地理
坎芬（49°26'21"N, 6°6'34"E）面积8.5 平方千米，位于蒂永维尔以北12千米处，卢森堡市以南20千米处，距离法卢边境仅几千米。
与坎芬接壤的市镇（或旧市镇、城区）包括：昂特朗日、埃什朗日、大埃唐日、沃尔默朗日莱米讷、祖夫根。

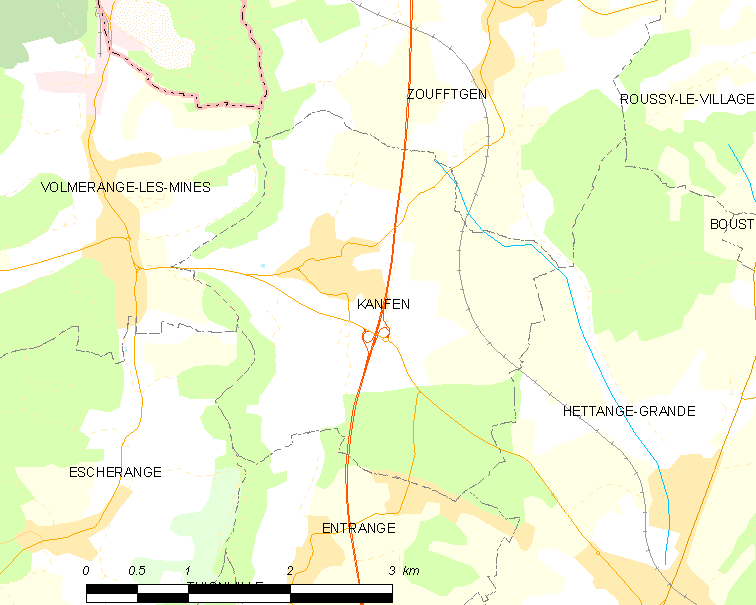
坎芬的OSM定位图

## 行政
坎芬的邮政编码为57330，INSEE市镇编码为57356。

## 政治
坎芬所属的省级选区为于茨县。

## 人口

1962-2008年间坎芬人口变化图示

坎芬于2022年1月1日时的人口数量为1234人。